# لشکر یکم پیاده‌نظام دریایی (ورماخت)
لشکر یکم پیاده‌نظام دریایی (به آلمانی: 1. Marine-Infanterie-Division) یکی از لشکرهای کریگسمارینه بود که در ماه فوریه سال ۱۹۴۵ در اشتتین تشکیل شد.

## تشکیل
این لشکر سال ۱۹۴۵ به فرمان دریابد کارل دونیتس، فرمانده کریگسمارینه تشکیل شد.

## تاریخچه عملیاتی
لشکر یکم پیاده‌نظام دریایی روز ۱ مارس سال ۱۹۴۵ به گروه ارتش ویستولا ملحق و در مواضع دفاعی در طول رود اودر در شرق برلین مستقر گشت. این لشکر تنها نبرد خود را ماه آوریل هنگامی که شوروی آخرین یورش برای تسخیر پایتخت آلمان را انجام می‌داد، تجربه کرد. نیروهای لشکر یکم پیاده‌نظام دریایی ملوان بودند و آموزشی در ارتباط با رزم پیاده‌نظام نگذرانده بودند. بدین ترتیب این لشکر با تهاجم دشمن به سرعت منهدم شد.

## فرماندهان
- دریابان هانس هارتمان (۳۱ ژانویه - ۲۸ فوریه ۱۹۴۵)
- سرتیپ ویلهلم بلکون (۲۸ فوریه - ۸ مه ۱۹۴۵)